# Jungle (consola)
Jungle es una consola portátil cancelada que estuvo en  desarrollo por Panasonic y anunciada en octubre de 2010. Con un diseño más.
o menos similar a una laptop, open pandora y una Nvidia sheld se desarrolló como una consola portátil para juegos juegos online MMO y estaba dirigida a jugadores que querían jugar juegos mientras viajaban. The Jungle también fue el primer intento de Panasonic de crear una consola portátil. Se esperaba que fuera lanzado a mediados de 2011, situándose en la octava generación de juegos junto con Nintendo 3DS y la  PlayStation Vita .
El sistema iba a ser la segunda consola de videojuegos y dedicada lanzada por Panasonic, después de la 3DO de 1993. En 1997, y además el tercer intento de Panasonic de una consola porque después de la 3DO se estaba desarrollando una nueva consola llamada Panasonic M2, pero la empresa canceló el proyecto.
El 1 de marzo de 2011, Panasonic anunció la cancelación de la consola, por: "debido a cambios en el mercado".

## Juegos
Se planearon cuatro juegos para el lanzamiento tentativo en octubre de 2010:
- Stellar Dawn
- RuneScape
- Battlestar Galactica Online
- World of Warcraft

## Características
Estas fueron las características anunciadas para la jungla:
- D-pad
- panel táctil
- Teclado QWERTY
- jack 3.5 mm (minijack)
- Puertos USB y HDMI
- Sistema operativo basado en Linux (sin confirmar)[7]
- Pantalla de HD 720p (sin confirmar)[8]